# Еліє Хобейка
Елі Хобейка (араб. إيلي حبيقة 22 вересня 1956, Клеят — 24 січня 2002, Бейрут) — ліванський бойовик і політик-фалангіст, керівник служби безпеки правохристиянської партії Катаїб. Активний учасник громадянської війни, польовий командир Ліванських сил. Звинувачувався у воєнних злочинах, зокрема в організації різанини в Сабрі та Шатілі. Розглядався як агент сирійських спецслужб. Був депутатом ліванського парламенту, обіймав посади в уряді. Вбитий внаслідок теракту.

## Ранні роки
Народився у маронітській сім'ї із селища Клеят району Кесерван Гірського Лівану — регіону, населеного переважно ліванськими християнами. Батько Еліє Хобейки був робітником-механіком, мати — швачка. Після школи Хобейка працював банківським службовцем.
З ранньої юності Еліє Хобейка дотримувався ультраправих націоналістичних поглядів, був вороже налаштований до мусульман, особливо палестинцям. У 16-річному віці вступив до правохристиянської партії Катаїб.

## Правохристиянський силовик
У 1975 році у Лівані почалася громадянська війна між правохристиянськими (Катаїб, НЛП, Вартові кедрів, Марада, Ліванський молодіжний рух) і «лівомусульманськими» (ООП, ПСП, ЛКП) силами. Правохристиянський табір консолідувався до блоку Ліванський фронт, військове крило якого склали Ліванські сили.
На той час 18-річний Еліє Хобейка вже мав серйозний авторитет серед фалангістів. Командував підрозділом фалангістської міліції, брав активну участь і в боях, і в розправах — зокрема битві за Тель-Заатар і бейрутській Чорній суботі. За даними британської газети «Ґардіан», багато членів родини Хобейки та його наречена вбили палестинські бойовики під час різанини в Дамурі (1976).
Еліє Хобейка вирізнявся жорстокістю та нещадністю навіть серед фалангістських бойовиків. Він отримав прізвисько «HK» за те, що не розлучався з пістолетом-кулеметом Heckler & Koch. У липні 1977 року Хобейка, на той момент відомий під псевдонімом Шеф Едвард, керував розправою над полоненими палестинськими бойовиками та цивільними особами у південноліванському селі Ярина. Близько 80 осіб, з яких від 20 до 30 не мали відношення до збройних формувань, вишикувались перед школою та були розстріляні.
У 1979 році Еліє Хобейка очолив систему безпеки Катаїб і охоронне агентство «Ліванських сил» (Джихаз аль-Амін). Він став також особистим охоронцем Башира Жмаєля — командувача фалангістської міліції та «Ліванських сил», сина засновника партії Катаїб П'єра Жмаєля. Таким чином, Хобейка став одним із провідних правохристиянських силовиків.
Хобейка брав активну участь у внутрішній правохристиянській міжусобиці. 13 червня 1978 року він брав участь в Еденській різанині — вбивстві командира ополчення «Марада» Тоні Франжьє-молодшого (сина президента Лівану Сулеймана Франжьє) та його сім'ї. 7 липня 1980 року керував різаниною у Сафрі — вбивством активістів НЛП і бойовиків Міліції Тигрів. «Марада» зазнала серйозних втрат, ополчення НЛП було включено до Ліванських сил під командуванням фалангістів. Ці криваві акції затвердили домінування Катаїб у правохристиянському таборі. Башир Жмаєль став безперечним військово-політичним лідером правохристиян, а Еліє Хобейка — його найближчим сподвижником.
У наступні роки Хобейка встановив тісні зв'язки з ізраїльськими військовими та ЦРУ США.

## Організатор різанини
У 1982 році ситуація у Лівані кардинально змінилася внаслідок ізраїльського вторгнення. Збройні сили ООП були загалом розгромлені ізраїльською армією. Еліє Хобейка виступав головним військовим зв'язковим «Ліванських сил» із ЦАХАЛ. Коли ізраїльські війська зайняли Бейрут, він постарався остаточно звести старі рахунки з палестинцями.
23 серпня 1982 року Башир Жмаєль обрали президентом Лівану. Перед Еліє Хобейкою відкривалися широкі перспективи. Однак 14 вересня 1982 року, ще до офіційного вступу на посаду, обраний президент Жмаєль загинув внаслідок теракту.
Відповіддю фалангістів стала різанина в Сабрі та Шатілі — масові вбивства палестинських біженців, що тривали з 16 до 18 вересня 1982 року, у результаті яких загинули, за різними оцінками, від 460 до 3500 осіб. Хобейка очолював цю розправу та вимагав максимальної жорстокості від підлеглих фалангістів. У причетності до різанини з різним ступенем обґрунтованості звинувачувалися багато правохристиянських силовиків і політиків (зокрема Самір Джааджаа, Фаді Фрем, Етьєн Сакер, Фуад Абу Надер, Карім Пакрадуні, Жозеф Абу Халіл, Мішель Аун і багато інших), однак головним організатором завжди називався Ільяс Хобейка. Ізраїльська Комісія Кахана, яка за дорученням уряду цієї країни розслідувала, що сталося у Сабрі та Шатілі, у 1983 році також зробила висновок про відповідальність за різанину саме Хобейки.
Начальником охорони Хобейки й активним учасником різанини був Роберт Марун Хатем, відомий як Кобра. Згодом він стверджував, що Хобейка організував різанину навмисно — щоб скомпрометувати Ізраїль. Хатем заявляв, що Хобейка на той час уже був агентом сирійських спецслужб і цілеспрямовано діяв на користь режиму Хафеза аль-Асада. Дійсно, навіть виступаючи до 1985 року з проізраїльських позицій, Хобейка, однак, підтримував військово-політичну присутність Сирії у Лівані.
Звинувачення Роберта Хатема побічно підтверджується тим фактом, що після різанини Хобейка багато років жив у Лівані й обіймав міністерські посади у просирійському уряді. Ні ООП (вигнана з Лівану у 1982 році), ні Сирія, ні їхні ліванські мусульманські союзники не ініціювали його переслідування. На додаток, просирійські силові структури здійснювали охорону Хобейки до 2001 року (Салех аль-Наамі, Хамас).

## Міжусобна боротьба та просирійська орієнтація
Після загибелі Башира Жмаєля (1982) і смерті П'єра Жмаєля (1984) партія Катаїб, «Ліванські сили» та правохристиянський табір загалом втратили визнаних лідерів. Претензії на цей статус висунув Еліє Хобейка. Спочатку Хобейка діяв у союзі із Саміром Джааджаа.
Восени 1985 року формування Хобейки та Джааджаа підняли заколот проти президента Аміна Жмаєля та командувача «Ліванських сил» Фуада Абу Надера. На противагу президенту, Абу Надер мав силовий ресурс для придушення бунту. Проте він категорично відмовився брати участь у правохристиянській міжусобиці та подав у відставку.
Військово-політичний успіх Хобейки відразу висвітлив його нову просирійську орієнтацію. У грудні 1985 року він був одним із ключових учасників зустрічі у Дамаску, де його прихильники з «Ліванських сил», шиїтський рух Амаль та друзька ПСП уклали «Тристоронню угоду» під егідою сирійського уряду. Проте 15 січня 1986 року президент Амін Жмаєль і Самір Джааджаа дезавуювали цю угоду. Наступний збройний конфлікт спалахнув між Хобейкою та Джааджаа. У січні 1986 року у Бейруті точилися бої, що закінчилися перемогою прихильників Джааджаа.
Хобейку виключили з «Ліванських сил», він утік у Захлу, а потім у Західний Бейрут, де були сильні позиції сирійців та їхніх союзників. Він ще тісніше зійшовся з сирійською владою та спецслужбами. З його ініціативи було створено просирійську Партію Ваад.
До того ж періоду належить замовлення на вбивство Хусейна Фадлалли, духовного лідера ісламіського угрупування Хезболла. Замовлення й оплата надійшли Хобейку від американського ЦРУ через офіцерів ліванської військової розвідки. ЦРУ вважало Фадлаллу організатором підриву казарм морської піхоти США у Бейруті, у результаті якого загинув 241 військовослужбовець. Спроба замаху не вдалася — вибух автомобіля біля резиденції Фадлалли вбив десятки перехожих, але сам він залишився неушкодженим. Після цього ЦРУ припинило стосунки з Хобейкою.

## Міністр при сирійській окупації
У 1990 році озброєні формування Хобейки активно підтримали сирійську армію у протистоянні з ліванським генералом Мішелем Ауном. Поразка Ауна завершила громадянську війну фактичним встановленням сирійської окупації Лівану. Цей результат закріплено Таїфськими угодами про умови політичного врегулювання. Еліє Хобейка як просирійський діяч 1991 року отримав повну амністію за злочини, скоєні під час громадянської війни, і міцно увійшов до нової політичної еліти.
Двічі — у 1992 та 1996 роках — обирався до парламенту Лівану від партії Ваад. Неодноразово обіймав урядові посади: був державним міністром у справах емігрантів (з травня до жовтня 1992 року), державним міністром із соціальних питань і справ інвалідів (з жовтня 1992 до вересня 1994 року), міністром водних ресурсів й електроенергії (з 9 червня 1993 року до грудня 1998 року). На чолі міністерства водних ресурсів Хобейка сприяв реалізації великих енергетичних проєктів у Баддаві та Захрані, Зуці та Баальбеку. Було створено великі електричні мережі з розподілом по всій території Лівану, зокрема у віддалених районах. Однак енергетичний розвиток гальмувався військово-політичною напругою на півдні країни. Частину потужностей було зруйновано під час ізраїльської операції Грона гніву.
Водночас Роберт Хатем у своїй книзі описує численні фінансові афери та кримінальні акції Хобейки (в яких він сам брав участь) — лобіювання комерційних проєктів за відкати, вбивства на замовлення, викрадення, вимагання та тортури. На думку Хатема, на міністерській посаді Хобейка остаточно втратив політичні погляди, перетворившись на безпринципного корупціонера, стурбованого лише нарощуванням особистої влади, багатства та веденням гламурного способу життя. Характерна деталь: бізнес-партнером Хобейки у торговій фірмі став лідер ліванських комуністів Жорж Хауї, а колегою Хатема з рекету та ліквідації конкурентів — колишній комуністичний бойовик Камаль Фегалі.
До кінця 1990-х відносини Еліє Хобейки з Дамаском різко погіршилися. Сирійські спецслужби періодично усували найбільш одіозних й амбітних представників ліванської політичної еліти. У 2000 році Хобейка втратив парламентський мандат: його обрання фактично заблокували сирійці.
Згідно з The World Lebanese Cultural Union, після терактів 11 вересня 2001 року у США Хобейка спробував запропонувати ЦРУ свої послуги у затриманні Імада Мугнії, колишнього начальника спецслужб терористичної організації «Хезболла». Після цього, наприкінці 2001 року, сирійці повністю припинили охорону Хобейки та доручили юридичним інстанціям Лівану вжити проти нього відповідних акцій, або, як мінімум, пригрозити такими.

## Вбивство

### «Сирійська версія»
Еліє Хобейку вбили 24 січня 2002 року у віці 45 років. Замінований автомобіль вибухнув біля його будинку в бейрутському передмісті Хазміє. Внаслідок вибуху загинули троє людей, включно з двома його охоронцями, і ще шість осіб отримали поранення.
Відповідальність за вбивство Еліє Хобейки взяла на себе раніше невідома (і пізніше не з'являлася) група Ліванці за вільний і незалежний Ліван. Вона виступила із заявою, в якій оголосила про страту «сирійського агента» й «ефективного інструменту» в руках тодішнього начальника сирійської військової розвідки Газі Канаана.
Появу невідомої групи та наступні арешти більшість спостерігачів сприйняли як «замітання слідів». Основна версія вбивства Хобейки пов'язана із сирійськими спецслужбами. Журналіст газети «Га-Арец» Цві Барель і деякі видні постаті у Лівані вважали, що за вбивством Хобейки стоїть Сирія, яка побоювалася розкриття її ролі в різанини у Сабрі та Шатілі.
Один із колишніх помічників Хобейки також був убитий разом із дружиною у Бразилії. Невідомий зробив постріли з пістолета з глушником. Інший загинув за дивних обставин у Нью-Йорку, врізавшись машиною у дерево у Нью-Йорку. Обидва загинули напередодні слухань у бельгійському суді приблизно одночасно з Хобейкою: 31 січня 2001 року та 22 березня 2002 року.

### «Ізраїльська версія»
Офіційні інстанції Лівану, зокрема міністр внутрішніх справ, звинуватили у вбивстві Хобейки владу Ізраїлю та персонально Арієля Шарона (звинувачення висувалася також бойовикам організації «Вартові кедрів», лідер якої Етьєн Сакер відомий проізраїльською позицією). Орієнтована на Сирію преса стверджувала, ніби ізраїльські спецслужби змусили замовкнути основного свідка причетності Шарона до різанини у Сабрі та Шатілі. Газета «Дейлі стар» писала, ніби Хобейка розповів редактору про якийсь аудіозапис, у якому викривається роль Шарона у тих подіях — «ще більша, ніж вважають». Однак жодних підтверджень існування такого документа немає.
У червні 2001 року лівий маронітський адвокат Шіблі Маллат подав у Бельгії позов проти Арієля Шарона відповідно до закону, який дозволяє іноземцям виступати позивачами у справах про злочини проти людяності. Незадовго до смерті Хобейка публічно заявив про намір дати в бельгійському суді свідчення проти Шарона. Йосі Дубі, бельгійський сенатор, стверджував, ніби Хобейка за кілька днів до загибелі висловлював занепокоєння за своє життя у зв'язку з майбутніми «одкровеннями» про масові вбивства, викликають у нього занепокоєння за його життя. Коли Дубі запитав його, чому він не розкриє всіх фактів, Хобейка нібито відповів: «Я приберігаю їх для судового розгляду». На пресконференції він сказав: «Я дуже зацікавлений у тому, щоб бельгійський суд відбувся, тому що моя невинність під питанням».
З іншого боку, бельгійський сенатор Вінсент ван Квікенборн (Vincent Van Quickenborne), який відвідав Хобейку перед убивством, повідомив в інтерв'ю телеканалу Al Jazeera, що Хобейка не планував звинувачувати Шарона. Він заявляв також про власну невинність, оскільки нібито «не був того дня у Сабрі та Шатілі». При цьому Квікенборн не виключав, що Хобейка сказав це через побоювання за своє життя.
За твердженням В. Мостового, не підтвердженого іншими джерелами, адвокат Хобейки виступив на пресконференції, де буквально дослівно сказав таке: «Мій клієнт казав мені, що скаже правду: Шарон не віддавав наказу про масову розправу… Християни увійшли до таборів палестинських біженців, бо дізналися, що Арафат залишив там сотні своїх бандитів зі зброєю, і вони обстрілювали фалангістів і солдатів Шарона». Адвокат вважав, що згодом Хобейка вбили тому, що його свідчення не влаштовували «терористичну Організацію Визволення Палестини, її лідера Я. Арафата та сирійську розвідку».
Арієль Шарон у відповідь на звинувачення арабської преси у вбивстві заявив: «Це навіть не варте того, щоб коментувати».

## Родина
Багато членів родини Хобейки загинули під час різанини в Дамурі. Його наречену зґвалтували та вбили палестинські бойовики.
З 1981 року Еліє Хобейка був одружений з Джиною Раймонд Нахаті. У них було двоє дітей — донька Сабіна та син Жозефа. Роберт Хатем стверджує, що Сабіна була в дитинстві піддана евтаназії за вказівкою батька.
Еліє Хобейка мав численні зв'язки з жінками з ліванської богеми й еліти, що спричинило напружені стосунки у сім'ї.

## Особистісні характеристики
Люди, які знали Еліє Хобейку, називають надзвичайну жорстокість головною рисою його особистості. У радянських джерелах він особливо характеризувався як «людина крута та нещадна». Відзначається також своєрідна харизма. Роберт Хатем стверджував, ніби підлеглі Хобейки, отримавши наказ, ставали подібні роботам і, не роздумуючи, вчиняли вбивства.
Водночас для Хобейки були характерні такі якості, як хоробрість, завзятість, цілеспрямованість, ефективна діяльність, у ранній молодості фалангістська переконаність. Згодом говорити про переконаність стало складніше — у світлі переорієнтації Хобейки на Сирію та повної корупційної безпринципності.

## Викриття колишнього охоронця
Численні факти та компетентні оцінки діяльності Еліє Хобейки містяться в книзі колишнього охоронця Роберта Хатема «From Israel to Damascus: The Painful Road of Blood, Betrayal and Deception» (З Ізраїлю в Дамаск: тяжка дорога крові, зради та брехні"). Публікація книги про вбивства, тортури, викрадення людей (зокрема іноземців), корупцію та позашлюбні зв'язки Хобейки з представницями бейрутського бомонду викликала політичний скандал у Лівані.
У період перебування Хобейки у ліванському уряді розповсюдження книги зазнавало кримінального переслідування. Хобейка публічно висловився про Хатема як про «безграмотного наркомана», що зводить рахунки через звільнення у 1985 році, і подав до суду за наклеп. Своєю чергою, Хатем звинувачував Хобейку у «зраді» соратників — включно з собою, «двадцять років співпрацював з ним, охороняв і його, та його сім'ю».